# Campo Grande Athletico Club
O Campo Grande Athletico Club foi uma agremiação esportiva da cidade do Rio de Janeiro, que disputou o Campeonato Carioca até 1924 e fez fusão com o Paladino Football Club, surgindo o Campo Grande Athletico Club.

## História
O Campo Grande foi fundado em 22 de fevereiro de 1920, supostamente a partir da fusão entre o Campo Grande Football Club e o Paladino Foot-Ball Club.
Jogou a 3ª divisão do Campeonato Carioca em 1920 e a 2ª divisão em 1921 e 1923.
Pela Liga Metropolitana de Desportos Terrestres (LMDT) disputou a 1ª divisão de 1924 a 1929, sagrando-se vice-campeão em 1928.

## Títulos
- Vice-campeão da Primeira Divisão (LMDT): 1928;